# Ђема Каполи
„Ђема Каполи“ је југословенски телевизијски филм из 1968. године. Режирао га је Даниел Марушић, а сценарио је писао Владимир Назор.

## Улоге
| Глумац         | Улога |
| -------------- | ----- |
| Нада Кластерка |       |
| Ивица Видовић  |       |